# Yvette Grimaud
Yvette Grimaud   (Alger, 29 de gener de 1920 - Villiers-le-Bel, 19 de febrer de 2012) fou una pianista, compositora i etno-musicòloga clàssica francesa.

## Biografia
Nascuda a Alger, alumna de M. Llorca, Yvette Grimaud va actuar en un concert a la seva ciutat natal abans dels deu anys del segle xx, abans de venir a viure a París on va crear nombroses obres contemporànies, incloses sonates per a piano de Pierre Boulez, les seves dotze notacions, les Tres Psalmodies o fins i tot la primera sonata d'André Jolivet. Alumna d'Olivier Messiaen, després va abandonar la seva carrera com a pianista per centrar-se en l'etnomusicologia, on va estudiar especialment la música tradicional de Geòrgia i les tradicions musicals dels pigmeus Babinga. És autora d'articles científics i llibres sobre el tema. Als anys seixanta va dirigir un curs de música tradicional al Conservatori de Lió. La seva obra més coneguda és, 3 peces de quart de tons per a soprano, percussió i Ones Martenot.